# اروین لمنز
اروین لمنز (انگلیسی: Erwin Lemmens؛ زادهٔ ۱۲ مهٔ ۱۹۷۶) بازیکن سابق فوتبال اهل بلژیک است که در پست دروازه‌بان بازی می‌کرد.
وی همچنین در تیم ملی فوتبال بلژیک بازی کرده‌است.